# Gustav-Adolf-Stabkirche

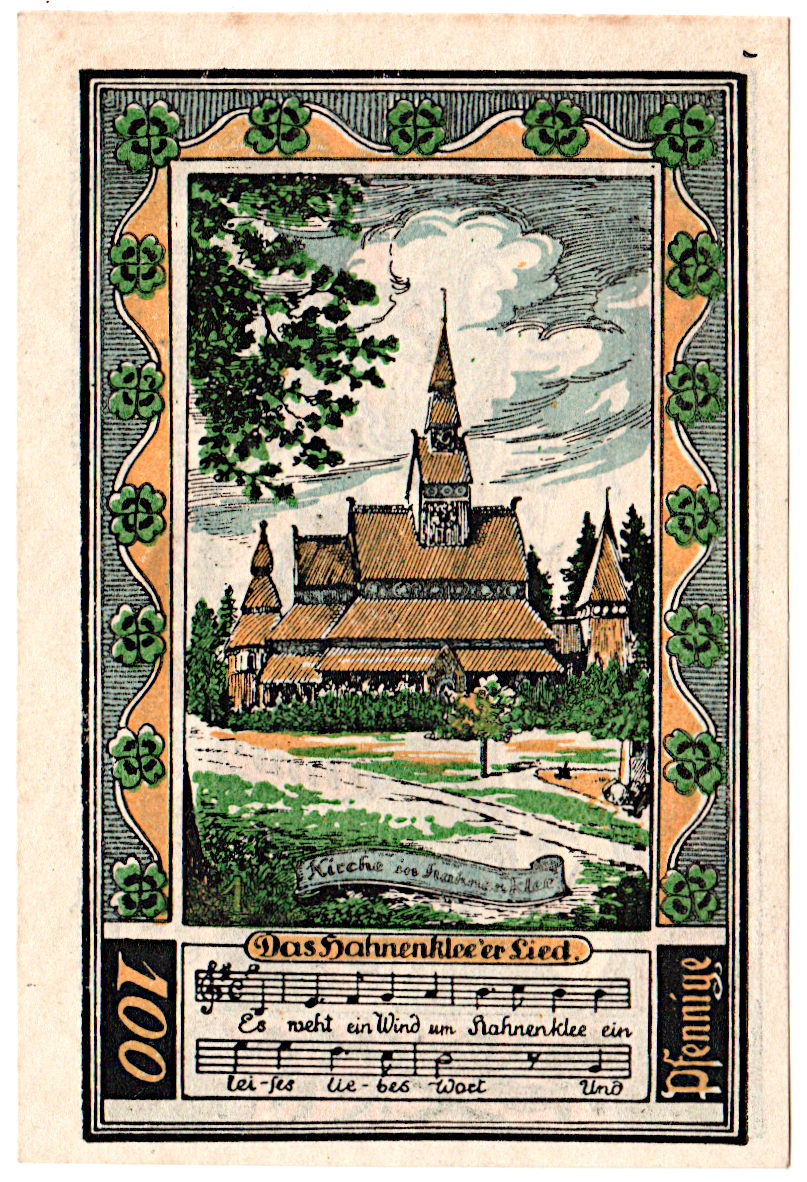
Die Gustav-Adolf-Stabkirche, auf einem von Curt Hanitzsch gestalteten Notgeldschein.

Die Gustav-Adolf-Stabkirche ist eine evangelisch-lutherische Stabkirche im Goslarer Stadtteil Hahnenklee-Bockswiese im Harz. Den Namen trägt sie zu Ehren des schwedischen Königs Gustav II. Adolf, dessen Eingreifen während des Dreißigjährigen Krieges die Existenz des deutschen Protestantismus sicherte.
Der Bau ist eine freie Nachbildung der Stabkirche von Borgund. Einige Adaptionen waren nötig, damit in der Kirche 240 Sitzplätze untergebracht werden können. Der Bau der Kirche begann 1907, ihre Weihe fand am 28. Juni 1908 statt.

## Geschichte

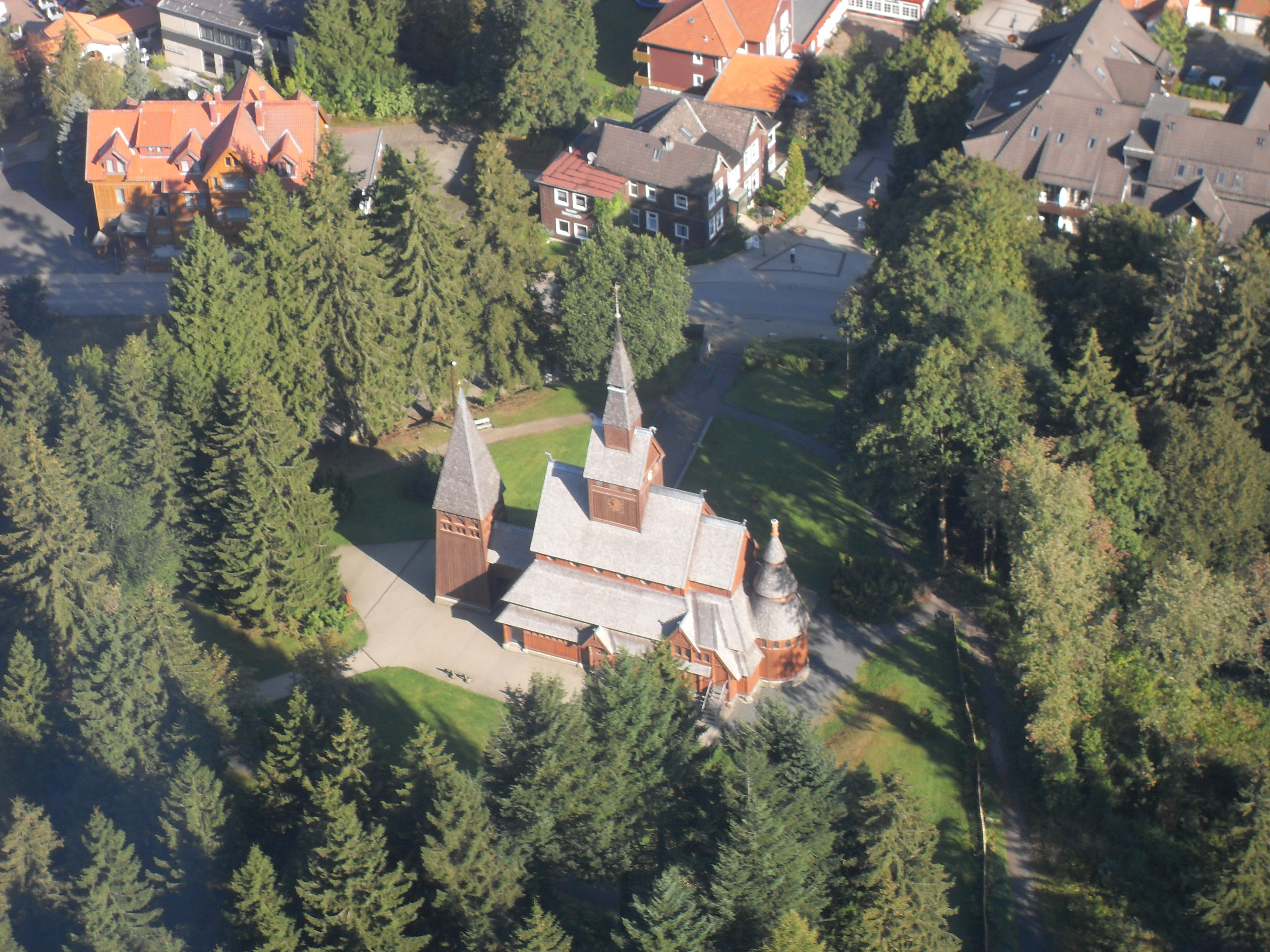
Luftbild

Bis zum Beginn des 20. Jahrhunderts diente das Dachgeschoss des damaligen Schulgebäudes in der Nähe des heutigen Hindenburgplatzes als Gottesdienstraum. Mit wachsendem Fremdenverkehr wurde dieser Raum insbesondere während der Sommermonate zu klein.
Deshalb wurde der Konsistorialarchitekt Karl Mohrmann aus Hannover beauftragt, ein eigenständiges Kirchengebäude für Hahnenklee zu entwerfen. Mohrmann hatte während einer Studienreise in Norwegen die dortigen Stabkirchen gesehen und einige von ihnen abgezeichnet. Er schlug daraufhin vor, eine Stabkirche in Hahnenklee zu errichten, und begründete dies unter anderem damit, dass zu Zeiten der Christianisierung Deutschlands im gesamten norddeutschen Raum Stabkirchen gestanden hätten und dieser Baustil damit auch hier heimisch gewesen sei.
So entstand in den Jahren 1907 bis 1908 durch Hahnenkleer Handwerker aus an der Nordseite des Bocksberges geschlagenem Fichtenholz die Stabkirche Hahnenklee. Obwohl es sich um einen Nachbau bzw. eine Imitation der originalen, über 800 Jahre alten Stabkirchen handelt, trägt ihr ungewöhnliches Aussehen zu einem hohen Bekanntheitsgrad bei. Die norwegischen Stabkirchen sind im Gegensatz zur Stabkirche Hahnenklee wesentlich kleiner (ca. 50 Sitzplätze) und mangels größerer Fenster innen sehr dunkel. Die Einweihung der Kirche wurde am 28. Juni 1908 gefeiert.
Anfangs konnte man den Altarraum noch mit beweglichen Wänden abtrennen und diesen als Winterkirche nutzen.
Die Stabkirche Hahnenklee wurde mehrmals umfangreich saniert, wobei sich die Ansicht der Fassade verändert hat. Die letzte, sehr aufwendige Sanierung wurde in den Jahren 2000 bis 2006 durchgeführt.

## Orgel
Die Ausstattung der Stabkirche mit einer Orgel war aufgrund der besonderen klimatischen Bedingungen im Harz und in der Holzkirche schwierig. Anfangs stand nur ein Harmonium zur Verfügung. Mitte der 1950er Jahre wurde eine elektropneumatische Kegelladenorgel, bestehend aus 1600 Pfeifen und 26 Registern, eingebaut. Diese wurde Mitte der 1980er Jahre ausgebaut, da sie häufig verstimmte und die Wartung aufwendig war.
Nachdem man sich einige Jahre mit einer elektronischen Orgel beholfen hatte, wurde 1994 durch die Firma Goll eine neue Orgel eingebaut, die über 27 Register auf zwei Manualen und Pedal verfügt und mit einer mechanischen Spiel- und Registertraktur versehen ist. Die Orgelpfeifen befinden sich versteckt über dem Altarraum hinter einem schlangenartig geformten Gitter; der Spieltisch steht auf Ebene der Empore links vom Altarraum.
2014 wurde der Orgel ein weiteres Register hinzugefügt. Sie bietet als eine der wenigen Orgeln ein Nachtigall-Register.

## Carillon
Seit 1976 befand sich ein Carillon im Dachreiter der Kirche. Es umfasste 18 Bronze-Glocken der Heidelberger Glockengießerei Schilling. Diese Glocken sind in der sogenannten überschweren, sehr geschätzten Schillingschen Rippe gegossen. Das Spiel hatte Friedrich Wilhelm Schilling für seine Werkstatt vorgesehen. Er starb vor dessen Vollendung. Es konnte für die Stabkirche aus dessen Nachlass erworben werden. 
Wegen technischer Defekte verstummte das Glockenspiel im Jahre 2000. Im Rahmen anstehender Restaurierungsarbeiten des Turmes mit den Läuteglocken ergab sich ab 2001 die Möglichkeit der Verlegung dieses Spieles in die Turmstube des Turmes und seiner Erweiterung: In einer ersten Phase mit der Einweihung zu Pfingsten 2002 auf 2 Oktaven mit den 18 alten, den 5 neuen Glocken und einer der vier Läuteglocken sowie einer zweiten Phase mit der Einweihung zu Pfingsten 2005 auf 4 Oktaven ergänzt um weitere 25 neue Glocken. Der Tonumfang des Manuals läuft von h1, c2, d2 in chromatischen Schritten bis c6 und des Pedals von h1, c2, d2 bis g3. Die Konstruktion und der Einbau des erweiterten Glockenspieles erfolgte durch die Firma Otto Buer aus Neustadt in Holstein. Der Glockenguss der neuen Glocken erfolgte durch die Glockengießereien Schilling aus Heidelberg und Perner aus Passau.
Eine grundlegende Sanierung der Firma Royal Eijsbouts wurde im Mai 2020 abgeschlossen. Für einen ausgewogeneren Klang wurden die Glocken neu positioniert. 
Das Turmglockenspiel (Hahnenkleer Carillon) mit seinen heute 49 Glocken erklingt jeden Samstag um 15 Uhr und vor den sonntäglichen Gottesdiensten.

## Sonstiges

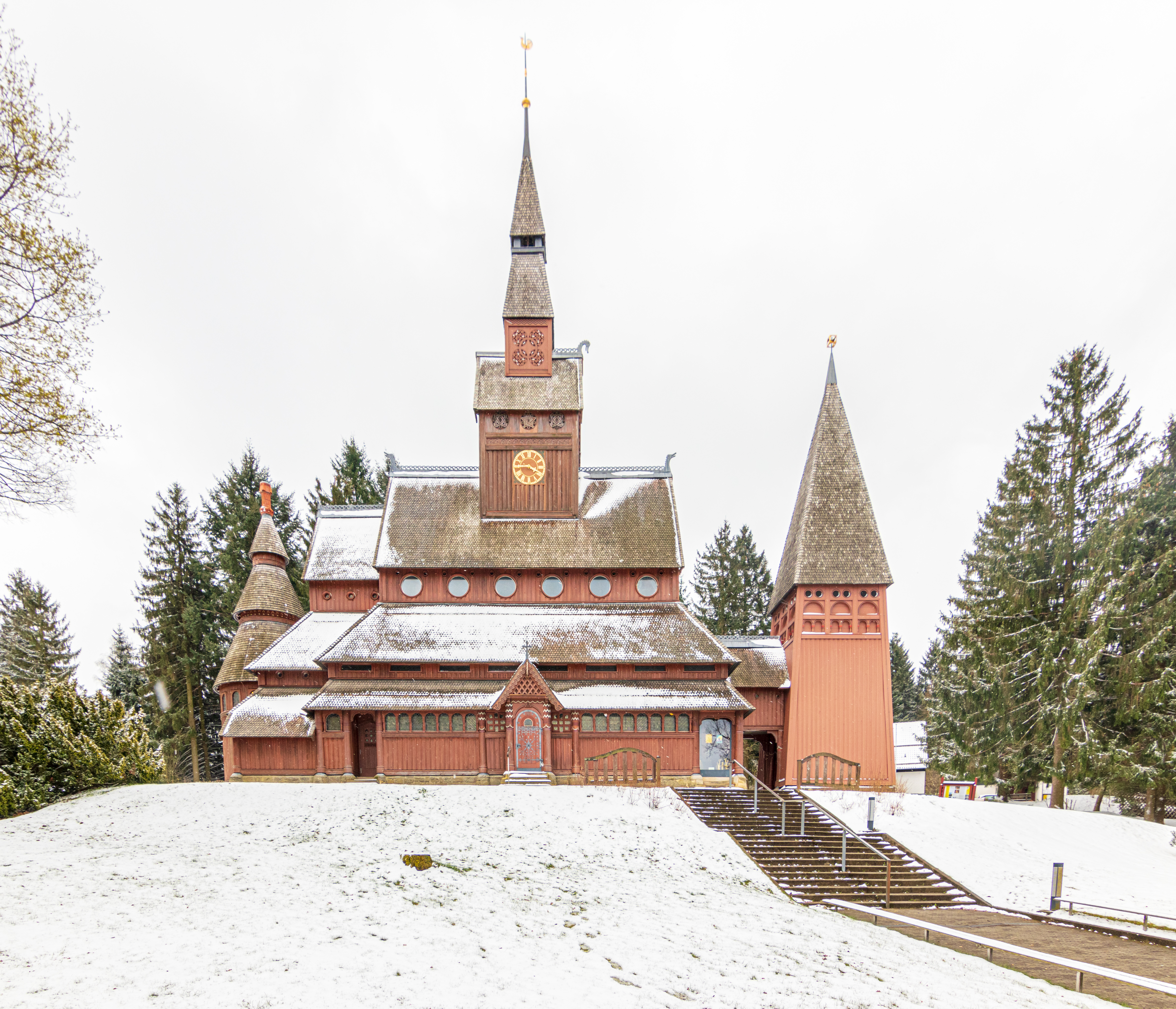
Nordseite

Da die originalen Stabkirchen in der Zeit der Christianisierung Skandinaviens entstanden sind, enthalten sie noch heidnische Symbole wie zum Beispiel Drachenköpfe oder Schlangensymbole. Auch in Hahnenklee sind diese reichlich zu finden. Auffällig sind Parallelen mit dem Schiffbau: Da die ersten Stabkirchen von den Wikingern errichtet worden sind, haben sie Elemente des Schiffbaus übernommen. Insbesondere die Dachkonstruktionen haben Ähnlichkeiten mit einem umgedrehten Wikingerschiff. In der Stabkirche Hahnenklee wurde in Erinnerung an diese Verbindung der Kronleuchter einem Schiffssteuerrad nachempfunden, und die oberen Fenster ähneln Bullaugen. An den Dachreitern wurden bei der letzten Sanierung Drachenköpfe installiert, wie sie bei Wikingerschiffen als Bugfigur zum Einsatz kamen.
Hartnäckig wird immer wieder hervorgehoben, die Kirche sei ohne Nägel und Schrauben zusammengebaut worden. Dies trifft auch auf die im Innenraum sichtbare Grundkonstruktion zu, die mittels zapfenähnlichen Verbindungen zusammengesteckt worden ist. Natürlich wurden aber die Dielen und Verschalungen genagelt oder verschraubt; Schrauben findet man auch in der nicht sichtbaren Dachkonstruktion. 
Charakteristisch für diese Kirche sind die drei Türme. Der Hauptturm in der Mitte trägt die Uhr, hatte in der Vergangenheit auch eine Glocke und bis 2000 das Glockenspiel getragen. Die Uhrglocke befindet sich immer noch hier. Der westliche Turm (das heißt von der Ortschaft aus rechte Turm) stellt den Glockenturm dar; hier befindet sich das Geläut und heute auch das Carillon. Gleichzeitig dient dieser Turm als Aufgang zur Empore. Der runde östliche Turm ist der Kleinste. Im Keller dieses hinter dem Altar platzierten Turmes befindet sich die Heizungsanlage; der Turm verkleidet damit den Schornstein. 
Insbesondere in den 1960er und 1970er Jahren war die Stabkirche eine beliebte Hochzeitskirche. In Rekordjahren fanden 300 Hochzeiten pro Jahr statt.
Der Standort der Kirche war ein Kompromiss zwischen den beiden Ortsteilen Hahnenklee und Bockswiese der damaligen Gemeinde Bockswiese-Hahnenklee (ab 1935: Hahnenklee-Bockswiese). Die Kirche wurde an den Ortsrand von Hahnenklee gestellt, der Bockswiese am nächsten lag. In den 1950er Jahren wurde 200 Meter südlich an ähnlich zentraler Stelle auch die Schule errichtet.

### Partnerkirche
Partnerkirche der Gustav-Adolf-Stabkirche ist die im 12.–13. Jahrhundert im norwegischen Vang errichtete Stabkirche Wang, die 1841 vor einem geplanten Abriss vom preußischen König Friedrich Wilhelm IV. erworben und in Brückenberg (heute Karpacz Górny), mittlerweile Ortsteil von Krummhübel (heute Karpacz) im Riesengebirge wieder aufgebaut wurde.

## Innenansichten

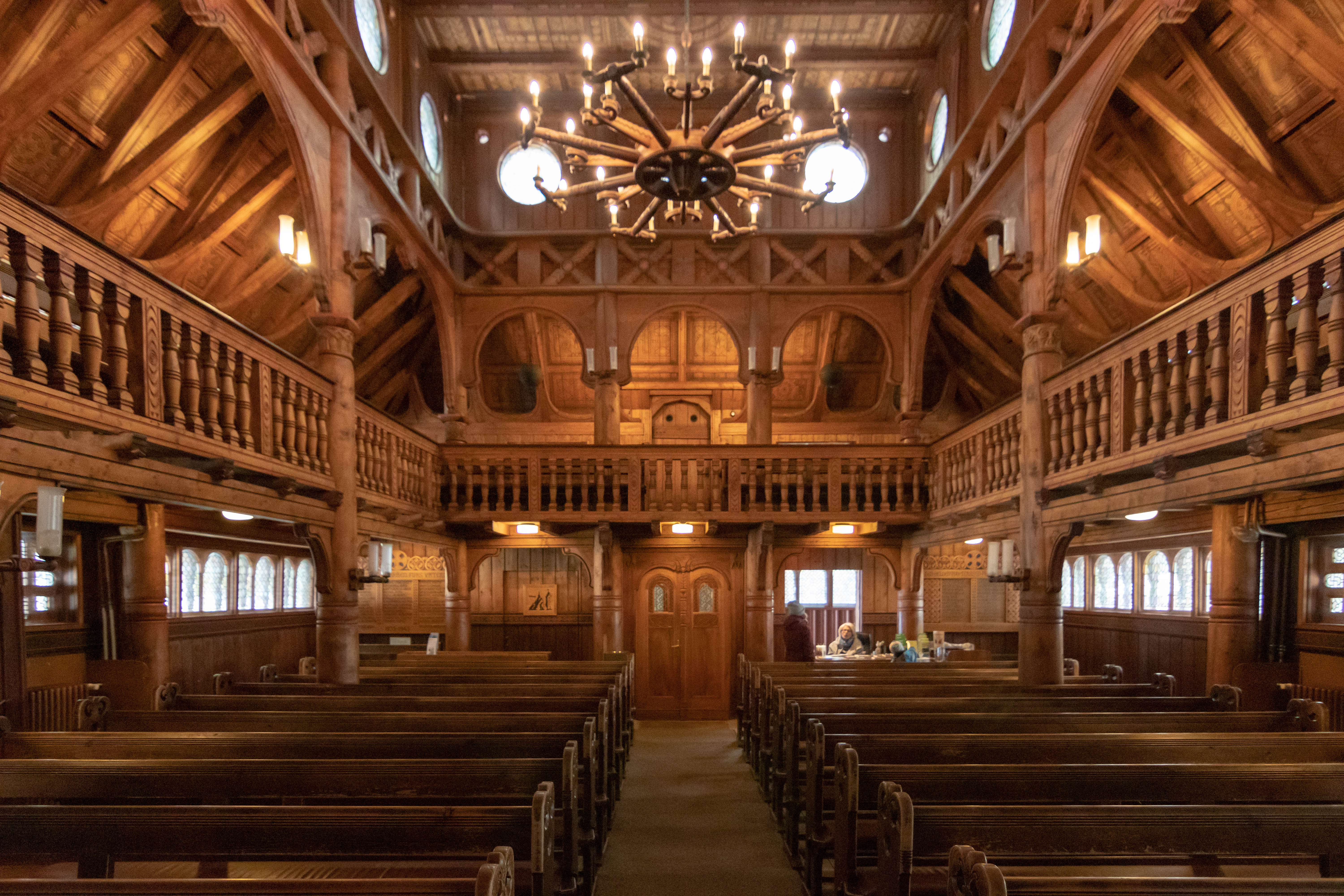
Innenraum, Blick zum Ausgang
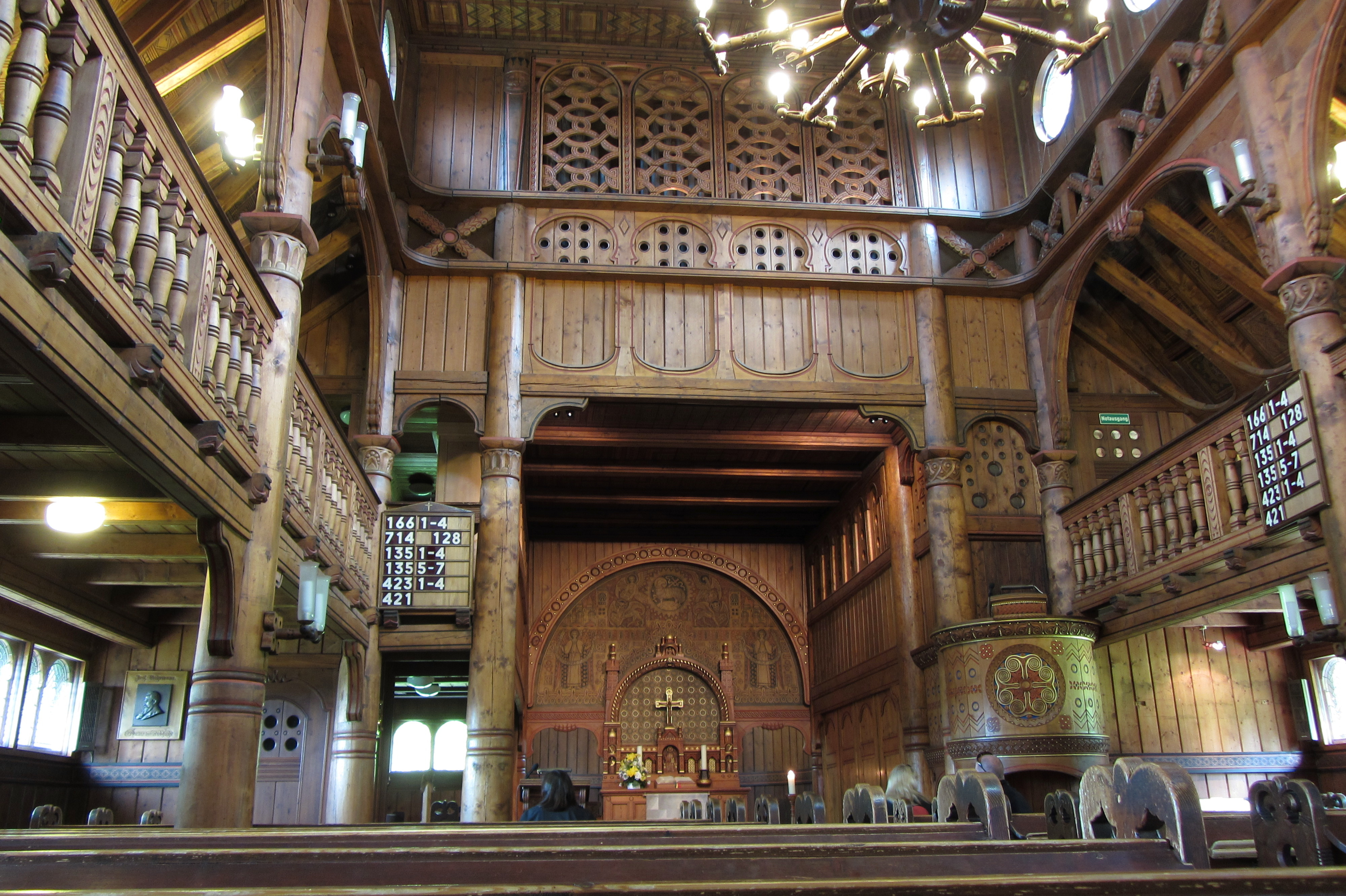
Innenansicht. Hinter den schlangenartigen Mustern über dem Altarraum verbergen sich die Orgelpfeifen.
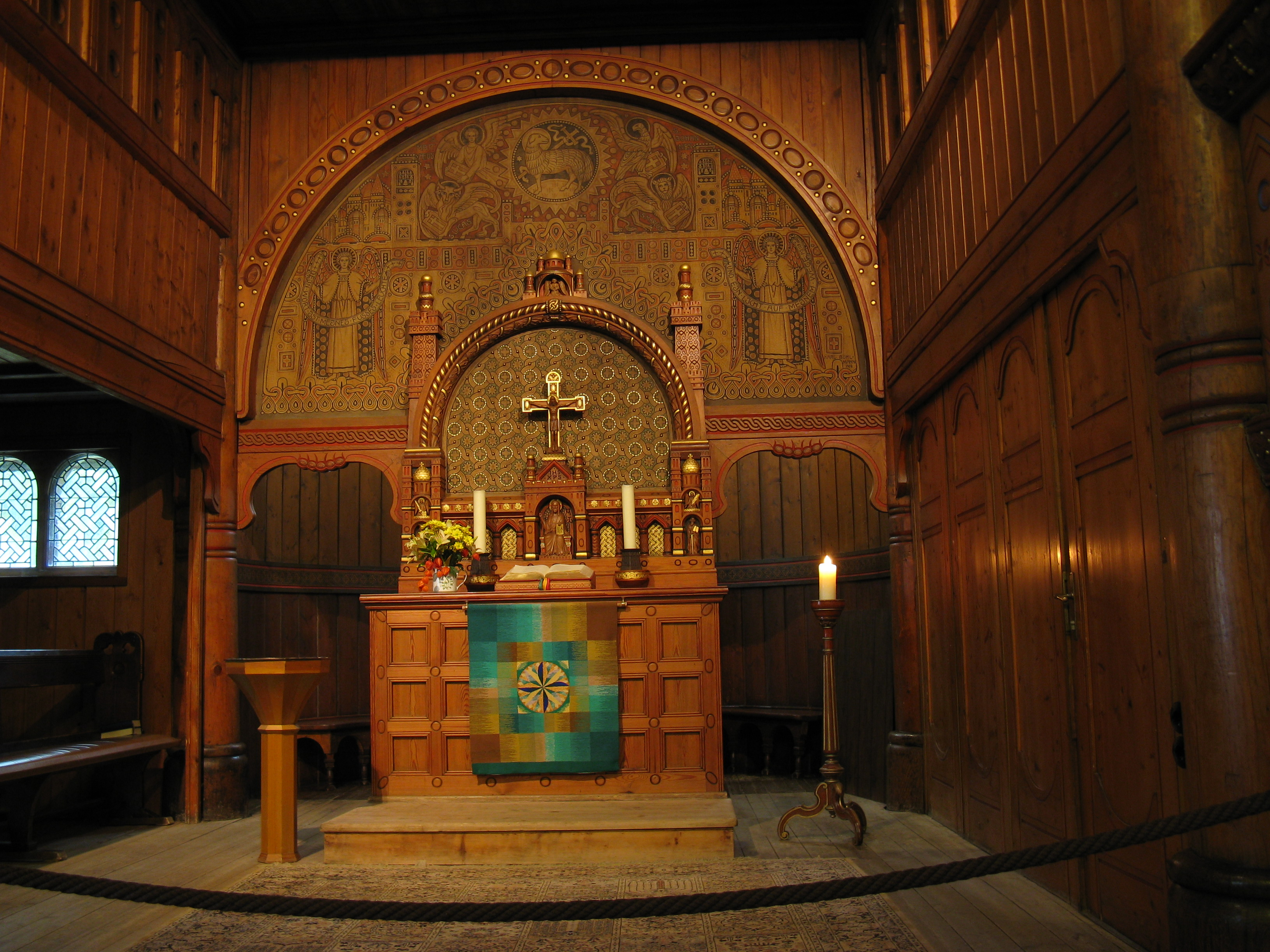
Altar
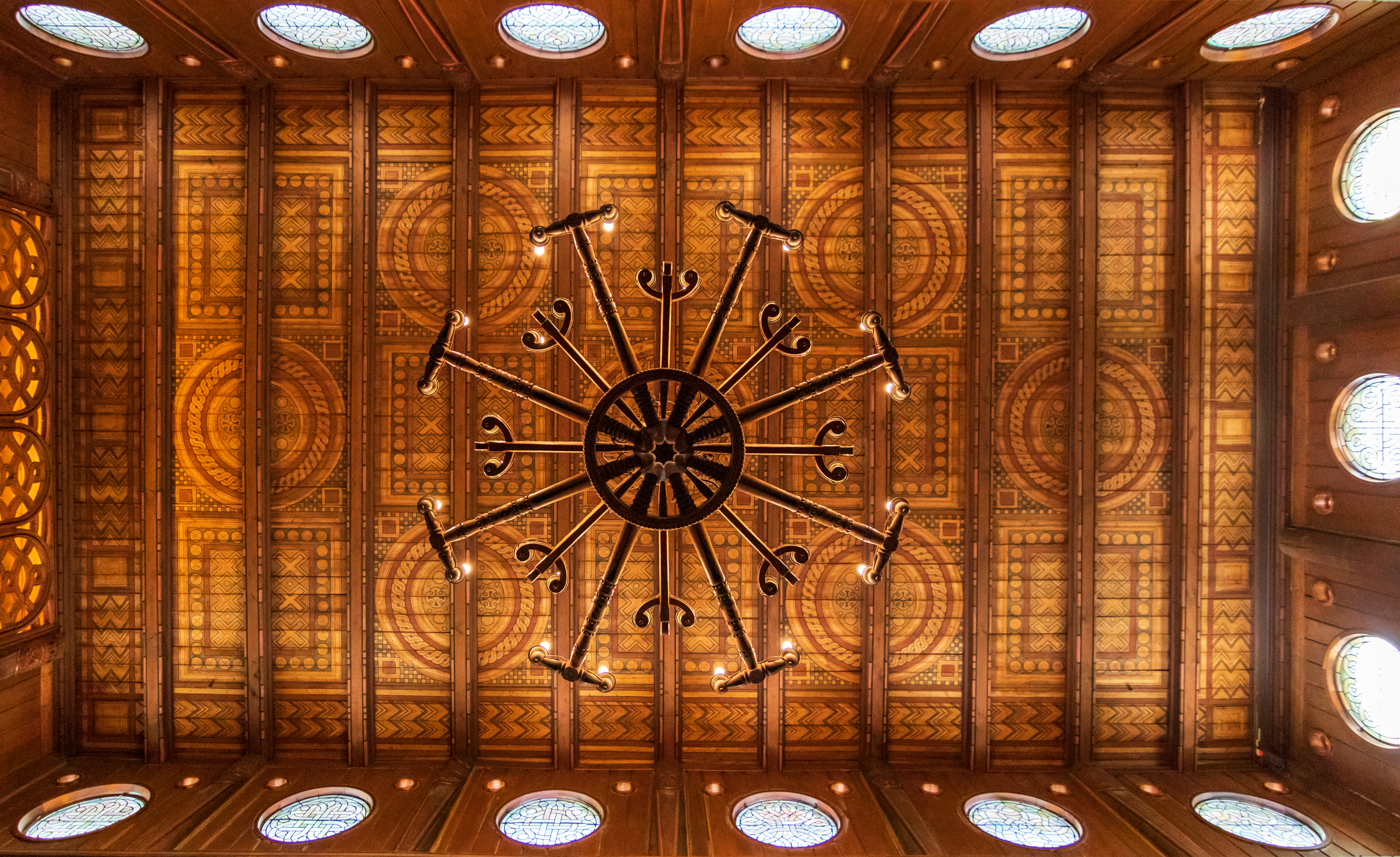
Decke mit Kronleuchter, der einem Schiffssteuerrad nachempfunden wurde.
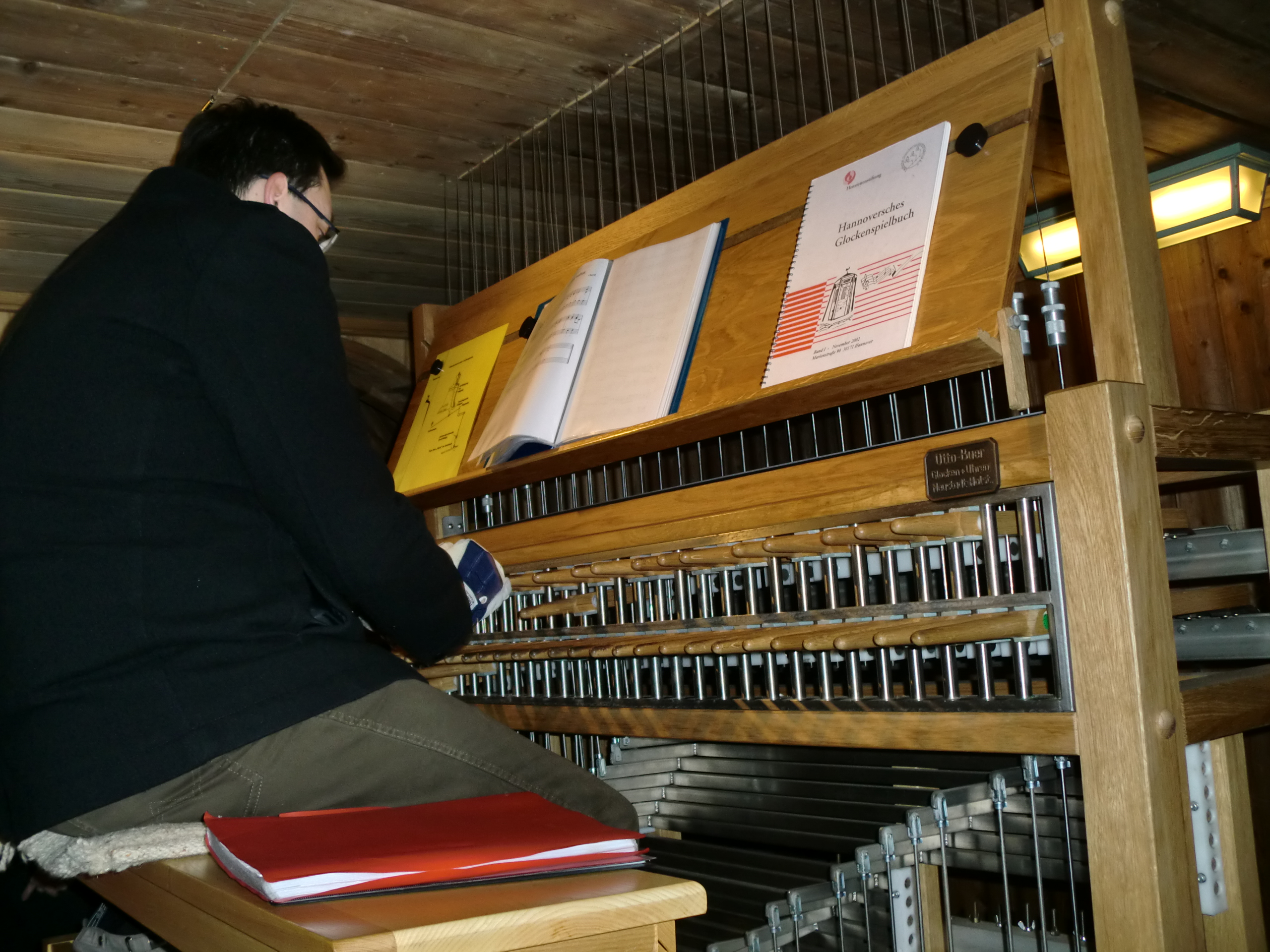
Carillonspieler